# نورها و سایه‌ها (مجموعه تلویزیونی)
نورها و سایه‌ها (کره‌ای: 빛과 그림자؛ انگلیسی: Lights and Shadows) یک مجموعه تلویزیونی محصول کره جنوبی در سال ۲۰۱۲ با بازی آن جه ووک، نام سانگ می، لی پیل مو و سون دام بی است. این مجموعه از ۲۸ نوامبر ۲۰۱۱ تا ۳ ژوئیه ۲۰۱۲، روزهای دوشنبه و سه‌شنبه ساعت ۲۱:۵۵ (کی‌اس‌تی) از ام‌بی‌سی برای ۶۴ قسمت پخش شد.
این مجموعه در ابتدا برای ۵۰ قسمت برنامه‌ریزی شده بود اما به دلیل آمار بینندگان بالا، به ۶۴ قسمت افزایش پیدا کرد.

## خلاصه داستان
این مجموعه داستان کانگ کی ته را روایت می‌کند که در خانواده‌ای ثروتمند به دنیا آمده‌است و در طی جنگ ویتنام در دهه‌های ۱۹۷۰ و ۱۹۸۰ به اولین انترتینر ملی تبدیل می‌شود.

## بازیگران

### اصلی
- آن جه ووک در نقش کانگ کی ته
- نام یانگ می در نقش لی جونگ هه
- لی پیل مو در نقش چا سو هیوک
- سون دام بی در نقش یو چه یونگ